# Балка Бурячиха
Балка Бурячиха, Бурачиха (рос. Б. Бурачиха) — балка (річка) в Україні у Золочівському районі Харківської області. Ліва притока річки Уди (басейн Азовського моря).

## Опис
Довжина балки приблизно 5,42 км, найкоротша відстань між витоком і гирлом — 4,72  км, коефіцієнт звивистості річки — 1,15 . Формується декількома балками та загатами. У верхів'ї балка пересихає.

## Розташування
Бере початок на північно-західній стороні від села Миронівки. Тече переважно на північний захід і на південно-західній околиці села Литвинове впадає у річку Уду, праву притоку Сіверського Дінця.

## Цікаві факти
- Біля витоку балки на східній стороні на відстані приблизно 1,25 км пролягає автошлях Т 2103[3] (територіальний автомобільний шлях в Україні, Харків — Дергачі — Золочів — пункт контролю Олександрівка. Проходить територією Дергачівського і Золочівського районів Харківської області.).
- У минулому столітті на балці у пригирловій частині існувала газова свердловина[4].

## Притоки
Яр Бурячине (права).